# Хроника одного дня
«Хроника одного дня» (лит. Vienos dienos kronika) — советский психологически-философский фильм 1963 года режиссёра Витаутаса Жалакявичюса.

## Сюжет
В картине «Хроника одного дня» Жалакявичюс один день жизни современного человека показал как день истории.— Вопросы киноискусства, 1972
Половина действия фильма происходит в аэропорту в виде диалога-спора героев, вторая — воспоминания-флешбеки из жизни героев фильма.
Скромный служащий Римша приезжает на похороны друга — известного академика Муратова. Они дружили ещё с комсомольской юности, в 1918 году годы Гражданской войны вместе организовывали продотряды и чудом спаслись от рук изуверов-кулаков, затем в 1938-м вместе были в интербригаде в Испании, и там прижатые фашистами к скалам сумели выжить.
Но одновременно Римшу приглашают участвовать народным заседателем в суде над хулиганами забившими насмерть парня. Единственный свидетель — Венцикус, ученик академика Муратова. Свидетель во время убийства молодого парня стоял, спрятавшись от дождя под деревом, и спокойно наблюдал за дракой. Римша не понимает, почему он не попытался предотвратить убийство.
Случайная их встреча в аэропорту, где Римша и Венцикус одновременно ждут вылета рейса в Ленинград, превращается в принципиальный спор…

Финал «открыт», но это «открытость» не имеющих конца адских мучений. Римша уже не в силах остановиться в своей жажде правды и справедливости. Он «избивает» несчастного Иуду, вгоняя в него, словно пулю за пулей, роковой вопрос… «Почему ты стоял под деревом, когда убивали человека? Почему ты стоял под деревом? Почему ты? Почему? Почему?»— киновед Михаил Трофименков, 2016 год

## В ролях
- Бронюс Бабкаускас — Римша
  - Антанас Шурна — Римша в юности
- Иван Дмитриев — Муратов
  - Владимир Гаев — Муратов в юности
- Альгимантас Масюлис — Венцкус
- Эльвира Жебертавичюте — Янина
- Игорь Озеров — Борис
- Донатас Банионис — Донатас
- Эугения Шулгайте — Мария Римшене
- Нийоле Викирайте — Дайна
- Витаутас Томкус — комсомолец
- Илья Рудас — пассажир в самолёте
- Владимир Ефремов — пассажир в самолёте
- Регимантас Адомайтис — пилот

Фильм дублирован на русский язык на киностудии «Ленфильм» в 1963 году; режиссёр дубляжа: В. Скворцов, звукооператор: Е. Нестеров.
Роли дублировали: Е.Копелян (Римша, роль Б. Бабкаускаса), Л. Жуков, А. Завьялова, Н. Харитонов и другие.

## Критика
Отмечается, что этим фильмом «завершился первый этап формирования Жалакявичюса — режиссера и кинодраматурга». Большое значение фильму придавал и сам режиссёр:

Жалакявичус так часто вспоминал эту самую значительную по своим глубоким последствиям для его современного творчества картину «Хроника одного дня»: «Все мои фильмы были и остаются продолжением „Хроники одного дня“ самого дорогого и наиболее авторского», говорил он в интервью.— Искусство кино, 1984
Особенность фильма — в отсутствии сюжета как такового: в фильме для зрителя раскрываются характеры и убеждения героев, развитие сюжета фильма определяется не какими-либо внешними событиями, а составляющей основу фильма полемикой между героями, с нарастанием её накала и остроты, изначально не предполагающей простых и однозначных ответов для зрителя:

Фильм касается проблемы гражданской ответственности, невозможности нейтрального существования человека в обществе. «Хроника одного дня» в сюжете — размышлении, сюжете — исследовании, где все происходящее в течение одного дня сложно — ассоциативно вбирает в себя несколько этапов истории страны и жизни героев.— Сквозь время: Очерки истории советской кинодраматургии / Людмила Ивановна Белова. — М.: Искусство, 1978. — 343 с. — стр. 330

Внешняя динамика фильма не имеет твердой драматической опоры, поэтому его конструкция строится не Жалакявичюсом — сценаристом, а Жалакявичюсом — режиссёром. Тем не менее «Хроника одного дня» заметный шаг в сторону интеллектуальной драматургии. Своеобразие драматического конфликта — широта авторских размышлений, пробуждающая сознание зрителя, заставляющая мыслить, отвечать на поднятые вопросы. По актуальности, отбору и обобщению исторического опыта «Хроника одного дня» близка таким произведениям советского кино, как значительно позже появившиеся «Дневные звёзды» И. Таланкина. Автор анализирует в ней связи человеческих судеб с важнейшими этапами истории страны, дает оценку поведению героев. В картине развертывается лирико-философский диспут об активной гражданственности, о борьбе с духовной инерцией…
…в споре между Римшей и Венцкусом побеждает … режиссер Жалакявичюс, выразительным языком своего фильма сумевший доказать справедливость позиции Римши.
— Кино советской Литвы / Марианна Мальцене. — М.: Искусство, 1980. — 248 с. — стр. 63-65

## Фестивали и награды
- VI-й Межреспубликнсаий фестиваль фильмов Прибалтийских республик, Белоруссии и Молдавии «Большой янтарь» (Таллин, 1965) — дипломы за лучшие режиссуру и работу звукооператора.